# Federação Internacional das Sociedades da Cruz Vermelha e do Crescente Vermelho
A Federação Internacional das Sociedades da Cruz Vermelha e do Crescente Vermelho é uma organização mundial de ajuda humanitária que chega a 160 milhões de pessoas todos os anos através das suas 191 Sociedades Nacionais membros. Atua antes, durante e depois de catástrofes e emergências de saúde para satisfazer as necessidades e melhorar a vida das pessoas vulneráveis. Fará isso de forma independente e imparcial quanto à nacionalidade, raça, gênero, crenças religiosas, classe e opiniões políticas.
A Federação, assim como o Comitê Internacional da Cruz Vermelha e as Sociedades Nacionais da Cruz Vermelha e do Crescente Vermelho, faz parte do Movimento Internacional da Cruz Vermelha e do Crescente Vermelho.
A FICV tem seu secretariado em Genebra e tem cinco escritórios regionais e vários escritórios de cluster em países e em vários países ao redor do mundo. O secretário-geral é Jagan Chapagain (Nepal). A FICV é governada por um conselho administrativo composto por um presidente, cinco vice-presidentes (um ex-officio), o presidente da comissão de finanças e representantes de 20 Sociedades Nacionais. O órgão máximo da FICV é a Assembleia Geral, que se reúne a cada dois anos com delegados de todas as Sociedades Nacionais. Entre outras tarefas, a Assembleia Geral elege o presidente. A atual presidente da FICV é Kate Forbes (EUA).

## História
Foi Henry Davison, presidente do Comitê de Guerra da Cruz Vermelha dos Estados Unidos, quem propôs formar uma federação de Sociedades Nacionais. Durante uma conferência médica internacional convocada por Davison em 1919, nasceu a Liga de Sociedades da Cruz Vermelha.
Em outubro de 1983, a Liga passou a se chamar Liga de Sociedades da Cruz Vermelha e do Crescente Vermelho e, a partir de novembro de 1991, Federação Internacional da Cruz Vermelha e Crescente Vermelho. 

A FICV entrou em conflito com o CICV em vários momentos, principalmente quando a Cruz Vermelha Americana ameaçou suplantar o CICV com a criação da liga como "uma verdadeira Cruz Vermelha internacional" após a Primeira Guerra Mundial. Vários acordos sobre os respectivos papéis das organizações ajudaram a suavizar as relações, começando com o acordo de 1928, o Acordo de Sevilha de 1997 e, mais recentemente, as Medidas Suplementares de 2005. O Acordo de Sevilha dá à FICV a liderança em qualquer emergência que não ocorra como parte de um conflito armado (caso em que o CICV assume o comando). A discórdia organizacional diminuiu em grande parte. 

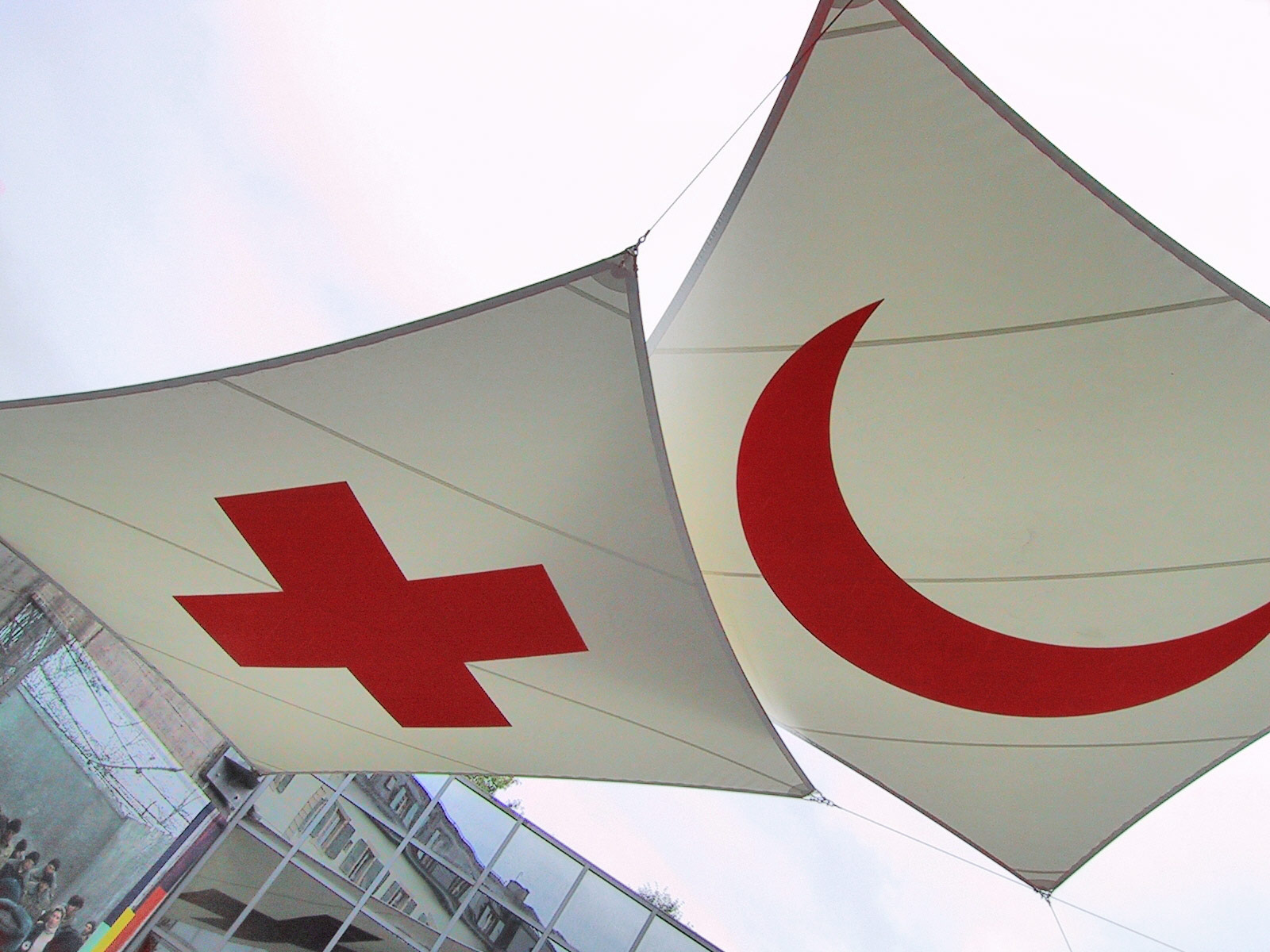
Emblemas da Cruz Vermelha e do Crescente Vermelho no museu da instituição, em Genebra.

## Símbolos reconhecidos pelas Convenções de Genebra
Além da cruz vermelha e do crescente vermelho foi introduzido, em 2005, um outro emblema - o cristal vermelho - também chamado "emblema do Protocolo III" (das Convenções de Genebra), a ser usado alternativamente pelas Sociedades Nacionais. 